# Александровский, Михаил Константинович
Михаил Константинович Александровский  (настоящее имя и фамилия Фёдор Лазаревич Юкельзон, 1898—1937) — деятель советских спецслужб, сотрудник ГПУ-НКВД Украинской ССР, старший майор госбезопасности (1935). Репрессирован и расстрелян в «особом порядке», посмертно реабилитирован.

## Биография
Родился в 1898 г. в селе Волошки Ровенского уезда Волынской губернии (по другим данным — в 1890 г. в г.Ровно) в еврейской семье. Служил канцеляристом в Земском союзе и в санитарно-технических и эпидемических отрядах, в мае 1917 г. вступил в РСДРП(б), большевик. Вел подпольную работу в Киеве и Ровно, был арестован немецкими оккупационными властями. Во время гражданской войны командовал партизанским отрядом на Украине, в тылу унровских войск. С 1919 г. — в г. Ровно: уездный комиссар юстиции, начальник судебно-уголовного розыска, член уездной ЧК, затем на политработе в РККА. После занятия Киева деникинцами работал в подполье. В 1919—1920 гг. — военком отдельного полка.
В органах ВЧК-ГПУ-НКВД с мая 1920 г. : уполномоченный по информации Особого отдела 12-й армии. Принимал участие в разгроме войск Б. В. Савинкова, С. Н. Булак-Балаховича. В сентябре—октябре 1922 г. — начальник, затем заместитель начальника Экономического управления ГПУ УкрССР. В 1925—1930 гг. — начальник Запорожского окружного отдела ГПУ, с 1931 г. — начальник 5-го отделения Особого отдела ОГПУ СССР.
В 1932 г. вновь переведен в ГПУ Украинской ССР: помощник начальника Секретно-политического отдела, с 1933 г. начальник СПО ГПУ УкрССР, затем с 1933 по 1936 год начальник Особого отдела ГПУ -УГБ НКВД УкрССР. В 1936—1937 гг. начальник 3-го (контрразведывательного) отдела ГУГБ НКВД УкрССР. Один из доверенных сотрудников наркома НКВД Украинской ССР В. А. Балицкого. С 11 января 1937 года — заместитель начальника 4-го (разведывательного) управления Генштаба РККА, сменил на этом посту Артура Артузова.
Награждён двумя орденами Красного Знамени и Красной Звезды, знаком «Почётный работник ВЧК-ОГПУ».
8 июля 1937 года арестован как «сообщник врага народа В. Балицкого». Внесен в списки «Москва-центр» («Бывш. сотрудники НКВД») от 1 и 13 ноября 1937 г. по 1-й категории («за» Сталин, Каганович, Молотов, Ворошилов). Приговорен к высшей мере наказания в «особом порядке». Расстрелян 15 ноября 1937 г. в г. Москва в числе ряда известных сотрудников ВЧК-ГПУ-НКВД (Г. И. Бокий, И. И. Сосновский, В. А. Стырне, П. Г. Рудь, Р. И. Аустрин, И. М. Блат, Н. М. Райский, А. П. Шийрон и др.). Место захоронения — «могила невостребованных прахов» № 1 крематория Донского кладбища. 24 декабря 1957 г. посмертно реабилитирован военным трибуналом Киевского ВО.
Предполагается, что Александровский донёс также на Сергея Даниленко-Карина и пытался заставить его признаться в контрреволюционной деятельности, рассчитывая при этом избежать суда.